# العلاقات المكسيكية الليتوانية
العلاقات المكسيكية الليتوانية هي العلاقات الثنائية التي تجمع بين المكسيك وليتوانيا.

## مقارنة بين البلدين
هذه مقارنة عامة ومرجعية للدولتين:
| وجه المقارنة                                              | المكسيك                                                                               | ليتوانيا                                                    |
| --------------------------------------------------------- | ------------------------------------------------------------------------------------- | ----------------------------------------------------------- |
| المساحة (كم2)                                             | 1.97 مليون                                                                            | 65.30 ألف                                                   |
| عدد السكان (نسمة)                                         | 130.53 مليون                                                                          | 2.79 مليون                                                  |
| الكثافة السكانية (ن./كم²)                                 | 66.26                                                                                 | 42.73                                                       |
| العاصمة                                                   | مدينة مكسيكو                                                                          | فيلنيوس، كاوناس                                             |
| اللغة الرسمية                                             | اللغة الإسبانية                                                                       | اللغة الليتوانية                                            |
| العملة                                                    | بيزو مكسيكي                                                                           | ليتاس ليتواني، يورو                                         |
| الناتج المحلي الإجمالي (بليون دولار)                      | 1.15 تريليون                                                                          | 47.17 مليار                                                 |
| الناتج المحلي الإجمالي (تعادل القوة الشرائية) بليون دولار | 2.16 تريليون                                                                          | 84.06 مليار                                                 |
| الناتج المحلي الإجمالي الاسمي للفرد دولار أمريكي          | 9.01 ألف                                                                              | 14.15 ألف                                                   |
| الناتج المحلي الإجمالي للفرد دولار أمريكي                 | 17.32 ألف                                                                             | 27.69 ألف                                                   |
| مؤشر التنمية البشرية                                      | 0.756                                                                                 | 0.839                                                       |
| رمز المكالمات الدولي                                      | +52                                                                                   | +370                                                        |
| رمز الإنترنت                                              | .mx                                                                                   | .lt                                                         |
| المنطقة الزمنية                                           | منطقة زمنية وسطى، المنطقة الزمنية الجبلية، زمن منطقة المحيط الهادئ، منطقة زمنية شرقية | ت ع م+02:00، ت ع م+03:00، أوروبا/فيلنيوس ‏، توقيت شرق أوروبا |

## منظمات دولية مشتركة
يشترك البلدان في عضوية مجموعة من المنظمات الدولية، منها:
| علم المنظمة | اسم المنظمة                        | تاريخ انضمام المكسيك | تاريخ انضمام ليتوانيا |
| ----------- | ---------------------------------- | -------------------- | --------------------- |
|             | مؤسسة التنمية الدولية              | 24 أبريل 1961        | 23 سبتمبر 2011        |
|             | يونسكو                             | 4 نوفمبر 1946        | 7 أكتوبر 1991         |
|             | وكالة ضمان الاستثمار متعدد الأطراف | 1 يوليو 2009         | 8 يونيو 1993          |
|             | منظمة التعاون الاقتصادي والتنمية   | ?                    | 5 يوليو 2018          |
|             | الأمم المتحدة                      | 7 نوفمبر 1945        | 17 سبتمبر 1991        |
|             | الاتحاد البريدي العالمي            | ?                    | ?                     |
|             | البنك الدولي للإنشاء والتعمير      | 31 ديسمبر 1945       | 6 يوليو 1992          |
|             | الاتحاد الدولي للاتصالات           | 1 يوليو 1908         | 1 يوليو 1923          |
|             | منظمة حظر الأسلحة الكيميائية       | ?                    | ?                     |
|             | مؤسسة التمويل الدولية              | 20 يوليو 1956        | 15 يناير 1993         |
|             | منظمة التجارة العالمية             | 1995                 | ?                     |
|             | مجموعة الموردين النوويين           | ?                    | ?                     |
|             | منظمة الشرطة الجنائية الدولية      | ?                    | ?                     |

## وصلات خارجية
- موقع وزارة الخارجية المكسيكية
- موقع وزارة الخارجية الليتوانية